# 7001 Noether
7001 Noether è un asteroide della fascia principale. Scoperto nel 1955, presenta un'orbita caratterizzata da un semiasse maggiore pari a 2,3797658 UA e da un'eccentricità di 0,1503552, inclinata di 7,02592° rispetto all'eclittica.
Dal 1º luglio al 28 agosto 1996, quando 7054 Brehm ricevette la denominazione ufficiale, è stato l'asteroide denominato con il più alto numero ordinale. Prima della sua denominazione, il primato era di 6914 Becquerel.
L'asteroide è dedicato alla matematica tedesca Emmy Noether.